# Naso tuberosus
Naso tuberosus is een straalvinnige vissensoort uit de familie van doktersvissen (Acanthuridae).
De wetenschappelijke naam van de soort is in 1801 voor het eerst gepubliceerd door Bernard Germain de Lacépède.